# 李賢世

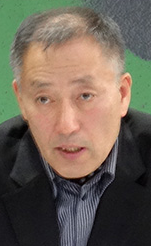
2014年

李 賢世（イ・ヒョンセ、朝鮮語: 이현세、1954年5月19日 - ）は、大韓民国の漫画家。第23代韓国漫画家協会会長。

## 経歴
慶尚北道迎日郡興海邑（現・浦項市）出身で、慶州市で育った。慶州中学校、慶州高等学校卒。美術大学を志望するが、色覚異常を抱えていたことからモノクロームで世界を表現することができる漫画家を志すようになった。1973年に漫画界に入門後、1979年に『下関のカササギ頭』で登場した。ほかには、1983年の『恐怖の外人球団』、また、『アマゲドン』『南伐』『ポリス』などがある。